# Ferdinand Gorup von Besánez

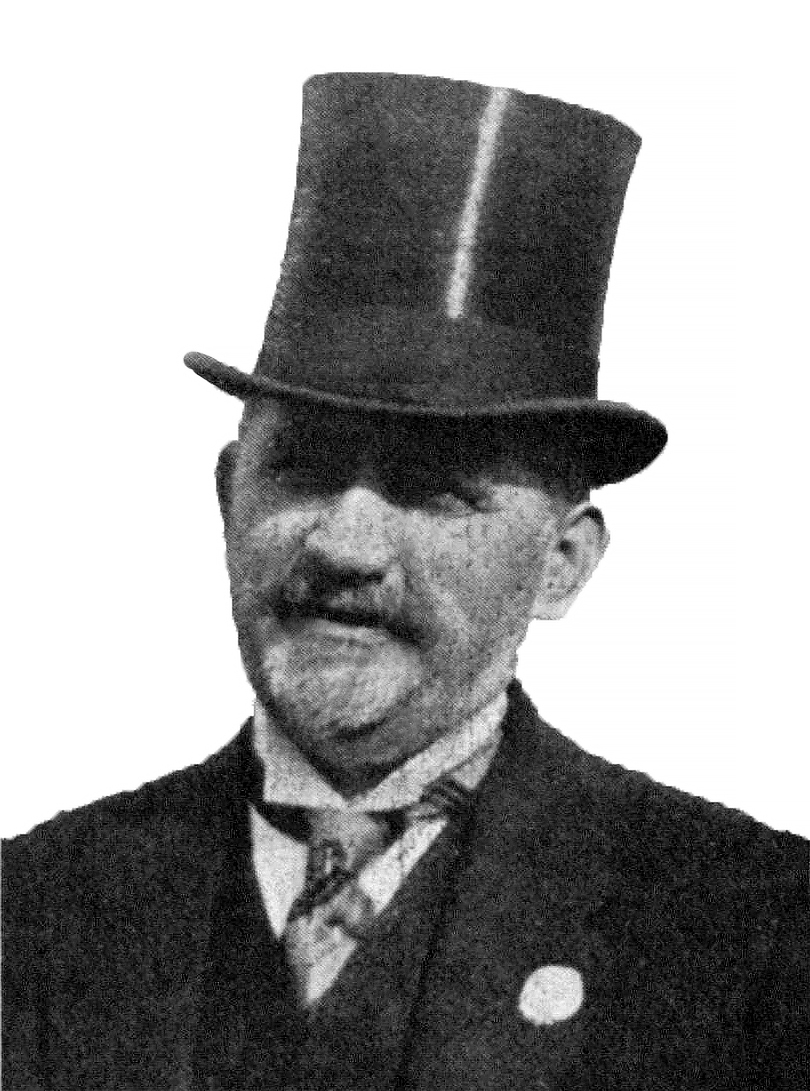
Ferdinand Gorup von Besánez (vor 1915)

Ferdinand Johann Gorup Freiherr von Besánez (* 1. Februar 1855 in Saaz, Böhmen; † 15. April 1928 in Wien) war ein österreichischer Polizeijurist und Polizeipräsident von Wien.

## Leben und Wirken
Er wurde in Nr. 64 auf dem heutigen Hošťálkovo Platz geboren. Seinen Vornamen und Titel erhielt er von seinem Vater, der Beamter der Bezirkswirtschaftsverwaltung in Žatec war. Sein Großvater, Johann Matthias Gorup von Besánez, war Artilleriegeneral in Klagenfurt. Ferdinands Mutter, geborene Schmied, war die Tochter eines Bürgers aus Loket on Böhmen.
Gorup studierte ab 1873 Jus an der Universität Wien und wurde 1876 Mitglied der Burschenschaft Teutonia Wien. Er trat 1880 als Konzeptspraktikant bei der niederösterreichischen Statthalterei in den Staatsdienst. 1887 wurde er in die k.k. Polizeidirektion Wien berufen.
Als Polizeibeamter soll Gorup 1889 nach den Vorfällen in Schloss Mayerling nahe Wien gemeinsam mit Johann von Habrda, dem damaligen Polizeipräsidenten von Wien, daran beteiligt gewesen sein, die uneingesargte Leiche von Mary Vetsera im Geheimen vom Jagdschloss in Mayerling auf den Friedhof des Stifts Heiligenkreuz zu bringen.
1901–1908 fungierte er als Zentralinspektor der k.k. Sicherheitswache, d. h. als organisatorischer Leiter der uniformierten Wiener Polizei. In diese Zeit fiel 1904 die Eingemeindung von Floridsdorf als 21. Bezirk, dem nunmehr flächengrößten von Wien; die Großgemeinde hatte schon zuvor zum Wiener Polizeirayon gehört. Am 28. November 1905 hatte Gorup mit der Sicherheitswache eine Wahlrechtsdemonstrationen auf der Wiener Ringstraße mit 250.000 (!) Teilnehmern zu begleiten, die in feierlichem Schweigen ablief. 1906 wurde bei einer internationalen Automobilausstellung in Wien auf die begonnene Motorisierung der Stadt hingewiesen, die die Sicherheitswache vor neue Aufgaben stellte.
Gorup von Besánez war ohne diesbezügliches Amt juristischer Berater von Kaiser Franz Josef. 1914–1917 war er Polizeipräsident in Wien und somit der vorletzte Polizeipräsident zu Zeiten der Monarchie vor Edmund von Gayer (1860–1952).
Nach einer Trauerrede im Schulverein für Beamtentöchter von einem Schlaganfall getroffen, verschlechterte sich Gorups Gesundheitszustand, und er verstarb kurze Zeit nach seinem Zusammenbruch in seiner Wohnung Tulpengasse 2, Wien-Josefstadt. Er wurde am 18. April 1928 auf dem Hietzinger Friedhof bestattet (Gruppe 11, Nr. 95). Seine Ehefrau, geborene Johanna Helene Reithoffer aus der Industriellenfamilie nach Johann Nepomuk Reithoffer, erlag mit 73 Jahren am 17. Juli 1941 in Wien einem schweren Leiden.